# Polaria

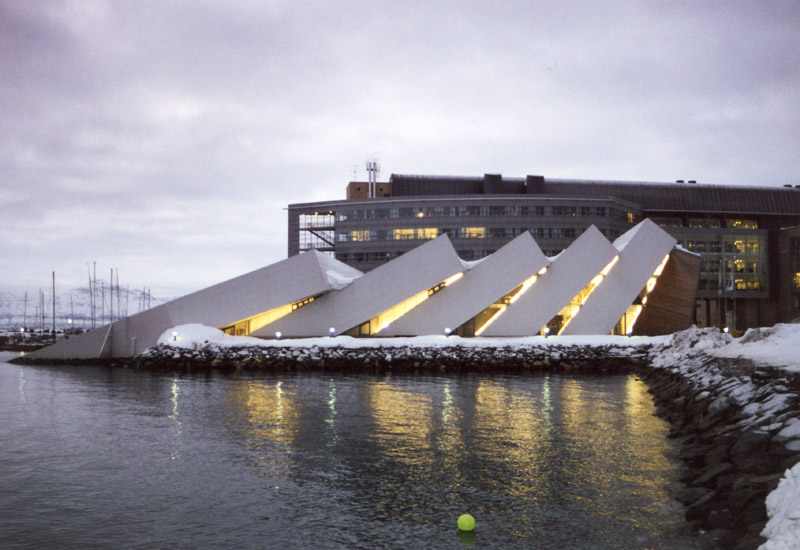
Polaria

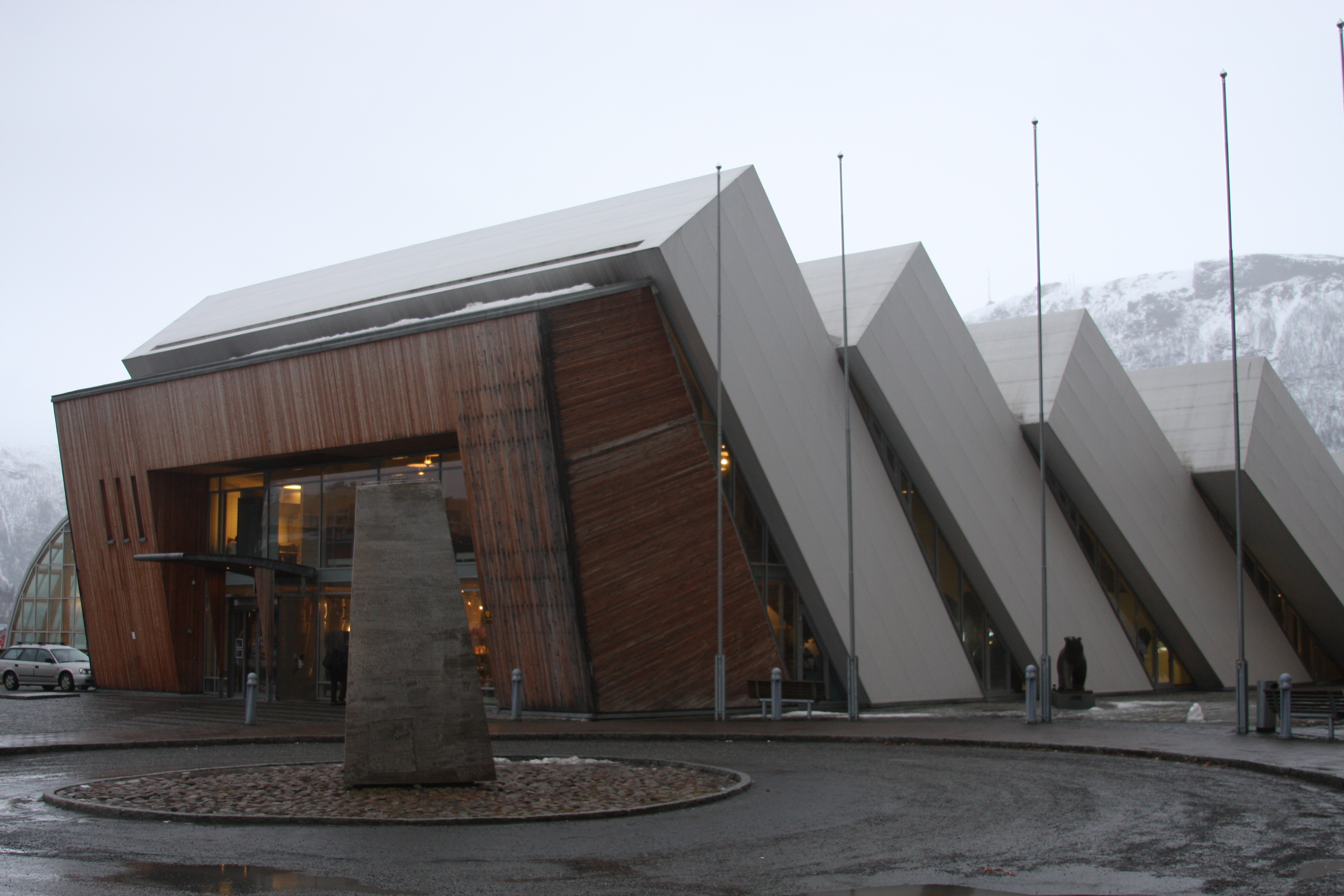
Entré

Polaria är ett upplevelsecenter och museum i Tromsø i Troms fylke. Centret öppnade 1998 och ligger mitt i centrum av staden. Här finns bland annat utställningar från polområdena och från Barentsregionen. På centret har man många akvarier med arktiska havsväxter, fiskar och djur. Man har också en stor bassäng med sälar.
Det är vattentankar runt omkring och bland annat en glastunnel som gör att besökande kan ha sälar simmande både över och runt sig. Storsäl och knubbsäl er två av Polarias huvudattraktioner. Här kan besökande vara med två gånger om dagen när sälarna får mat. Polaria har också en biograf som visar panoramafilm från Svalbard och film om norrskenet varje halvtimme
Polaria har en kafé där de också säljer souvenirer och presentartiklar. Centret ligger bredvid utställningshallen för M/S Polstjerna samt Polarmiljöcentret, där man finner många forskningsinstitutioner, bland annat Norsk Polarinstitutt. Polaria har en speciell arkitektur. Byggnaden består av stora betongblock som lutar så mycket att de ser ut som om de håller på att ramla samman. De kan också ge ett intryck av att det är isblock som har blivit liggande ovanpå varandra.